# Batto III di Cirene
Batto III, detto il Χωλός ("lo zoppo") (in greco antico: Βάττος?, Báttos; Cirene, ... – 530 a.C. circa), figlio di Arcesilao II, fu dal 550 a.C. il quinto re di Cirene della dinastia dei Battiadi.

## Biografia
Durante il suo regno, Cirene fu oppressa dalle continue rivolte interne e dagli assalti dei libici e degli egizi. Le continue pressioni interne costrinsero il re a cedere parte dei suoi poteri al popolo. Batto operò alcuni provvedimenti su consiglio del mantineese Demonatte: aggiunse una tribù al vecchio ordinamento che ora comprendeva quella dei Greci provenienti da Tera, Greci del Peloponneso e i Greci da Creta e dalle isole minori.
Batto regnò fino alla sua morte avvenuta intorno al 530 a.C.